# Friedensspiele
Mit der Gattungsbezeichnung Friedensspiele charakterisiert die Spielpädagogik die Gesamtheit von Spielen, die ohne Sieger und Verlierer auskommen und deren Regelwerk auf ein aggressionsloses, konkurrenzfreies, friedliches Miteinander der Spielgemeinschaft ausgerichtet ist. Der singularische Begriff Friedensspiel findet zur Bezeichnung eines Einzelspiels wie des Erdballspiels Verwendung.

## Entstehung
Friedensspiele stellen eine relativ junge Gattung im Rahmen der Spielgeschichte dar. Der Gattungsbegriff taucht erst im Gefolge und aus dem Gedankengut der Friedensbewegung der 1960er und 1970er Jahre in der Spielliteratur auf. Die Friedensspiele entwickelten sich parallel zu und im Austausch mit der New-Games-Bewegung, die in den USA eine Veränderung der vorherrschenden Spielkultur anstrebte. Die Erfinder wollten einen Kontrast setzen zu den ihnen überrepräsentiert erschienenen Kriegsspielen und konkurrenzorientierten Sportspielen, die sich bereits durch eine entsprechende Terminologie kennzeichneten. Der Spielebestand bildete sich aus altbekannten und neuen Spielformen, die sich unter der Friedensidee als eigene Gattung formierten. Ein Großteil des Spielerepertoires erwuchs aus den sogenannten Kleinen Spielen, die aus der Antike überliefert waren und seit Guts Muths und Jahn im deutschen Kulturbereich unter erzieherischen Ambitionen wiederbelebt und ergänzt wurden. Aus den amerikanischen New Games kamen weitere Spielkreationen als sogenannte ‚Neue Spiele‘ hinzu.

## Charakter
Bei den Friedensspielen handelt es sich im Wesentlichen um pädagogisch und politisch orientierte Spielformen, die erzieherische Absichten verfolgten und die allgemeine Spieleinstellung im Sinne der Friedensidee beeinflussen wollten. Unter Bezeichnungen wie Spiele ohne Sieger, Spiele ohne Verlierer‚ Spiele ohne Tränen sollte eine neue Spielkultur geschaffen werden, die – frei von Aggressionen und Kampf – Spaß statt Leistung, Miteinander statt Gegeneinander, Kooperation statt Konkurrenz sowie gemeinsames Tun ohne Verlieren propagierte.
Die neue Spielkultur wurde mit einer Flut von Publikationen und Spielsammlungen auch über das Fernsehen bekannt gemacht und auf großen Volks- und Spielfesten einer breiten Öffentlichkeit praktisch nahegebracht, aber im freien Kinderspiel kaum praktiziert. Ihr Anliegen bestand vor allem darin, die konkurrenzorientierten Sport- und Kampfspiele und die aggressiven Kriegsspiele im Spielbereich zurückzudrängen und Alt und Jung, Mädchen und Jungen sowie sämtliche sozialen Schichten dabei im gemeinsamen Spiel zusammenbringen. Das kontrastierende Erlebnisfeld im Spielen sollte besonders auch den Spielbedürfnissen der Schwächeren, Behinderten, stets zu den Verlierern zählenden, entgegenkommen und ihnen zu neuen Spielperspektiven und Spielfreude jenseits des Siegens und Unterliegens verhelfen.

## Beurteilung
Nach der Euphorie und einem Boom in den 1970er Jahren ist die Einschätzung der Menschenbildung durch Friedensspiele nach und nach einer Ernüchterung und kritischen Auseinandersetzung gewichen. In der Spielpädagogik zählen die Friedensspiele heute aus unterschiedlichen Gründen zu den umstrittenen Spielformen. Angstdenken, Wunschdenken und Spielrealität werden in der Spielpädagogik sowohl bei den Kriegsspielen als auch bei den Friedensspielen kontrovers diskutiert. Siegbert A. Warwitz / Rudolf nehmen diesen Dialog auf und stellen die Argumente der Kritiker und Freunde der Friedensspiele in einer eingehenden Bestandsaufnahme einander gegenüber. Dabei fallen auf der Ablehnerseite vor allem die geringe Neigung, sich auch mit alternativen Spielformen und dem beschaulichen Spiel zu befassen als Kritikpunkte ins Gewicht. Bei den Befürwortern werden andererseits die Instrumentalisierung des Spiels, die Überschätzung des Transfergedankens sowie das zu geringe Spannungspotenzial und die im Gefolge geringe Akzeptanz durch die Spielenden bemängelt. Die Spielrealität zeigt – nicht nur bei den starken Spielern – sehr bald das Eintreten von Langeweile und die Forderung nach Wettkampf. Schon Frederik Jacobus Johannes Buytendĳk und Hans Scheuerl warnten vor einer übertriebenen und damit die Spielfreude beeinträchtigenden Funktionalisierung des Spielens. Trotzdem ist bestimmten Spielformen, wie z. B. dem ‚Erdball’, dem ‚Drachenspiel’ oder dem ‚Gordischen Knoten’, eine gemeinschaftsbildende Wirkung bei hoher Attraktivität nicht abzusprechen. Friedensspiele sind daher heute, soweit sie sich von der Ideologiebefangenheit befreit haben, in der Spielpädagogik als Alternativen zur einseitigen Konkurrenzorientierung und als Bereicherung der Spielmöglichkeiten nicht mehr wegzudenken.

## Einzelbelege
1. ↑  A. Fluegelman / S. Tembeck: New games. Die neuen Spiele Bd. 1, 18. Auflage, Mülheim an der Ruhr 1996
2. ↑  A. Fluegelman: Die neuen Spiele Band 2, 12. Auflage, Mülheim/Ruhr 1996.
3. ↑  H. P. Sibler u. a.: Spiele ohne Sieger. Ravensburg 1976.
4. ↑  J. Griesbeck: Spiele ohne Verlierer. München 1996.
5. ↑  J. Deacove: Spiele ohne Tränen. 5. Auflage, Ettlingen 1985.
6. ↑  T. Orlick: Neue kooperative Spiele. Mehr als 200 konkurrenzfreie Spiele für Kinder und Erwachsene. 4. Auflage. Weinheim/Basel 1996.
7. ↑  A. Rudolf, S. A. Warwitz: Spielen – neu entdeckt. Grundlagen-Anregungen-Hilfen. Herder, Freiburg 1982.
8. ↑  S.A. Warwitz, A. Rudolf: Umstrittene Spielformen. In: Dies.: Vom Sinn des Spielens. Reflexionen und Spielideen. 5. aktualisierte Auflage, Schneider, Baltmannsweiler 2021, S. 126–151.
9. ↑  S.A. Warwitz / A. Rudolf: Friedensspiele. In: Dies.: Vom Sinn des Spielens. Reflexionen und Spielideen. 5. aktualisierte Auflage, Schneider, Baltmannsweiler 2021, S. 145–151.
10. ↑  F.J.J. Buytendijk: Wesen und Sinn des Spiels. Berlin 1933.
11. ↑  H. Scheuerl: Das Spiel. Untersuchungen über sein Wesen, seine pädagogischen Möglichkeiten und Grenzen. 11. Auflage, Weinheim und Basel 1990.